# 三十年戦争
三十年戦争（さんじゅうねんせんそう、ドイツ語: Dreißigjähriger Krieg, 英語: Thirty Years' War）は、主にドイツ（神聖ローマ帝国）を舞台として1618年から1648年にかけて戦われた宗教的・政治的諸戦争の総称である。
ドイツにおけるプロテスタントとカトリックとの対立、オーストリア・スペインのハプスブルク家とフランスのブルボン家との抗争を背景とし、オーストリア領ボヘミアの新教徒が神聖ローマ帝国に対して反乱（プラハ窓外放出事件）を起こしたことに端を発した。当初は皇帝=カトリック軍が優勢であったが、プロテスタント国のデンマーク、スウェーデンが参戦し、旧教国フランスが新教国スウェーデンを支持するに至り、もはや宗教戦争とは言えなくなり国際的戦争となった。
戦争の結果、オランダとスイスが独立し、ドイツ諸侯も独立性が強化され、神聖ローマ皇帝は名目的存在となり、ハプスブルク家は大打撃を受けた。アルザス地方を獲得したフランスは大陸最強国となり、北ドイツの諸要地を獲得したスウェーデンも強国となった。
この戦争はフランスブルボン家およびネーデルラント連邦共和国と、スペイン・オーストリア両ハプスブルク家のヨーロッパにおける覇権をかけた戦いであった。また政治的優位性をめぐるフランスとハプスブルク家の対立だけでなく、ハプスブルク家がドイツで帝国の権威を再構築しようとしたことの延長線上にあったとも解説される。
「最後で最大の宗教戦争」ともいわれ、ドイツの人口の20 %を含む800万人以上の死者を出し、人類史上最も破壊的な紛争の一つとなった。
後述するように30年間常に戦争していたわけではなく、休戦や和平によって中断されたためいくつかの段階に分かれている。そのため三十年騒乱とも言うべきものである。

## 概説
三十年戦争は、フェルディナンド2世が神聖ローマ皇帝に選出されたことに端を発していた。カトリック教徒であったフェルディナンド2世は、自分の領地に宗教的統一を押し付けようとした。これに呼応して、北ドイツのプロテスタント諸国は自分たちの利益を守るためにプロテスタント連合を結成した。緊張は、ボヘミアのプロテスタントが皇帝の代表者を窓から放り投げたプラハ窓外放出事件（1618年）まで高まった。その後、ボヘミア人は、プロテスタントのプファルツ選帝侯フリードリヒ5世をボヘミア王国の新しい王に選出した。バイエルンを中心とした南ドイツのカトリック諸国はカトリック連盟を結成し、皇帝がボヘミア王国の権威を回復するのを助けた。ボヘミア反乱は白山の戦い（1620年）で鎮圧され、プロテスタント連合は1621年に解散した。プロテスタントの抵抗は、シュタットローンの戦い（1623年）で打ち砕かれ、三十年戦争のプファルツ期は終焉を迎えた。 
カトリックの決定的な勝利は長くは続かず、他のプロテスタント諸国がドイツの同胞を守るために参戦した。1625年から1630年にかけて、プロテスタントのデンマークが参戦したが、失敗に終わった。プロテスタントの大義は、フランスの財政支援を受けたスウェーデン王グスタフ2世アドルフに取り上げられた。フランスのブルボン家の王たちはカトリック教徒であったが、ヨーロッパの指導者としての主なライバルは神聖ローマ帝国とスペインのハプスブルク家の支配者であった。最初のスウェーデンの成功により、南ドイツのカトリック領に深く進出したが、グスタフ2世アドルフがリュッツェンの戦い（1632年）で戦死したため、スウェーデンの軍勢は衰退してしまった。その後、1635年にはフランスがプロテスタント側に直接参戦する。ボヘミアでのハプスブルク家の権力に対する反乱から始まったこの戦争は、ヨーロッパ全体の戦争へと拡大していった。 
三十年戦争は地域全体を荒廃させ、飢えや病気による死亡率が高かった。軍隊や傭兵は、略奪や占領地の住民からの徴収で資金を調達し、住民に厳しい苦難を与えた。戦争はまた、参加国のほとんどを破産させた。最後に、疲弊した係争国はヴェストファーレン条約（1648年）を交渉し、重複する紛争に終止符を打った。ブルボン朝フランスの台頭、ハプスブルク家の野心の抑制、スウェーデンの大国としての台頭により、大陸に新たなパワーバランスが生まれた。また、オランダ共和国は80年の反乱を経てスペインからの独立を認められ、オランダ黄金時代を迎えた。 

(1)1620-1623：ボヘミアとプファルツ選帝侯の敗北。(2)1625-1629：デンマークの参戦。(3)1630-1632:スウェーデンの参戦。(4)1635-1643：フランスの介入。(5)1645-1648:テュレンヌ将軍とスウェーデンのドイツ戦役。

## 名称
17世紀の歴史家は個々の戦争を別々に捉えており、三十年戦争全体を表す際は「戦争」を表す単語を複数形にして用いていた。 「三十年戦争」という単数形の合成語は1667年のザミュエル・フォン・プーフェンドルフの著書「De statu imperii Germanici ad Laelium fratrem, Dominum Trezolani, liber unus」に初めて現れたといわれるが、ヴェストファーレン条約以前の1645年には既に「30年に及ぶ軍事活動」という語が現れており、諸戦争を同一視する動きは極めて早かった。

## 背景

### シュマルカルデン戦争とアウクスブルクの和議
宗教改革が始まってからはプロテスタントとカトリックの対立が続き、教皇は改革に対抗して、イエズス会を設置し、16世紀末までにはバイエルン、オーストリア、フランス、ポーランド、チェコがカトリックの勢力圏に入った。
1546年には神聖ローマ皇帝カール5世とルター派諸侯のシュマルカルデン同盟との間でシュマルカルデン戦争が勃発した。皇帝側が新教諸侯に勝利しカトリックに有利なアウクスブルク仮信条協定が定められたが、寝返ったザクセン選帝侯モーリッツとのパッサウ条約を経て、1555年のアウクスブルク宗教平和令が公布された。この令では、カトリックとルター派は信仰を理由とした暴力の禁止（カルヴァン派やツヴィングリ派は異端とされ除外）、諸侯の信仰は自由であり、自領の信仰（ルター派かカトリック教会）を選ぶことができ、そして領民にはその信仰に従わせるとされた (領邦教会)。アウクスブルクの和議は教皇はあまり関わらず皇帝と諸侯の間で交わされたもので、その後も新旧両派は自らの勢力拡大に努めた。

### 周辺諸国の情勢
神聖ローマ帝国に隣接する諸国のうち、スペインは帝国の西部国境にスペイン領ネーデルラントを領しており、イタリア内の諸邦からネーデルラントに至るスペイン回廊を通じてつながっていることから、ドイツ諸邦に関心を持っていた。1560年代にはネーデルラント人による反乱が頻発しており、反乱の過程で親スペインの南部10州（後のベルギー・ルクセンブルク）と反スペインの北部7州（後のオランダ）に分割、これが1609年の和平協定まで続く八十年戦争となる。
また、16世紀半ばから17世紀半ばまでフランスは、南はルーション、東南ではジェノバとミラノ、東ではフランシュ・コンテとネーデルラントと、スペインと神聖ローマ帝国の2つのハプスブルク家に囲まれており、これはハプスブルク家による意図的な包囲政策の結果であった。フランスはこの打破をめざしていた。フランス王家の関心は宗教のそれを上回り、結果としてカトリックのフランスがプロテスタント側で参戦することになる。アンリ4世は1609年に包囲打破に取り組み、その後宰相 (首席大臣) リシュリューが、そして枢機卿マザランが受け継いだ。
オランダ (ネーデルラント17州) にとって三十年戦争は八十年戦争 (1568年 - 1648年) の一部を成す。オランダは海運、貿易、植民すべてにわたってスペインを凌駕し、オランダは反ハプスブルクの中心となった。1625年のデンマークとのハーグ条約は、デンマークの支柱となり、またフランスをオランダは外交と援助金によって支援し、スウェーデン軍の勝利をもたらした。
スウェーデンとデンマークはバルト海の制海権を巡って対立しており、デンマークの東部バルト海域の基地はスウェーデンに奪われるなどしていた。デンマークが没落するのに対してスウェーデンは勃興し、スウェーデン王グスタフ2世アドルフはバルト海周辺の領域の環をつなぐ計画をもっていたところ、皇帝軍の挑戦によってドイツ問題に参戦せざるを得なくなった。また、「古ゴート主義」も参戦する動機の一つとなった。
神聖ローマ帝国は各々に割拠する独立性の高い諸邦の集まりであったが、帝位を持つハプスブルク家自身は帝国の大きな部分（オーストリア大公領、ボヘミアそしてハンガリー）を直接支配していた。オーストリアは800万人を統治する列強国であった。帝国はまたバイエルン、ザクセン、ブランデンブルク、プファルツ、ヘッセン方伯、トリーア大司教、ヴュルテンベルク（各々の人口は50万人から100万人）といった地域勢力を含んでいた。その他にも公領、自由都市、修道院、司教領主そして小領主（中には領地が1村だけのものもある）といった膨大な数の諸邦があった。オーストリアとバイエルンを除いて、これらの諸邦には国家レベルの政治に関与する能力はなく、子孫への分割相続によって生じた一族関係による同盟が普通である。

### ケルン戦争
アウクスブルクの和議は幾人かの改宗司教が彼らの教区を放棄することを拒み、加えてスペインと神聖ローマ帝国におけるハプスブルク家及び他のカトリック君主達がこの地域にカトリックを復活させようと図ったために崩れ始めた。1570年代初めになるとカトリック側がイエズス会を支柱とした宗教改革への本格的な反撃を開始し、新旧教対立は深刻化した。バイエルンではアルブレヒト5世によって新教派は潰滅し、1574年にはマインツ大司教も反宗教改革に乗り出した。イエズス会は大学教授に就職して教会再建のために後進を育成し、また帝国の司法もカトリックに支配された。
1577年、ケルン大司教領主のゲプハルト・トゥルホゼス・フォン・ヴァルトブルクがカルヴァン派に改宗してアグネス・フォン・マンスフェルト＝アイスレーベンと結婚すると言い出した。教皇はアウクスブルク宗教平和令の聖職者に関する留保への侵犯であるとしてゲプハルトを罷免し、後任にバイエルン公子エルンスト（バイエルン公ヴィルヘルム5世の弟）が据えられた (ケルン戦争)。プロテスタント諸侯は傍観していたが、反宗教改革が聖俗諸領邦へと押し寄せたことによって宗教対立が高まっていった。

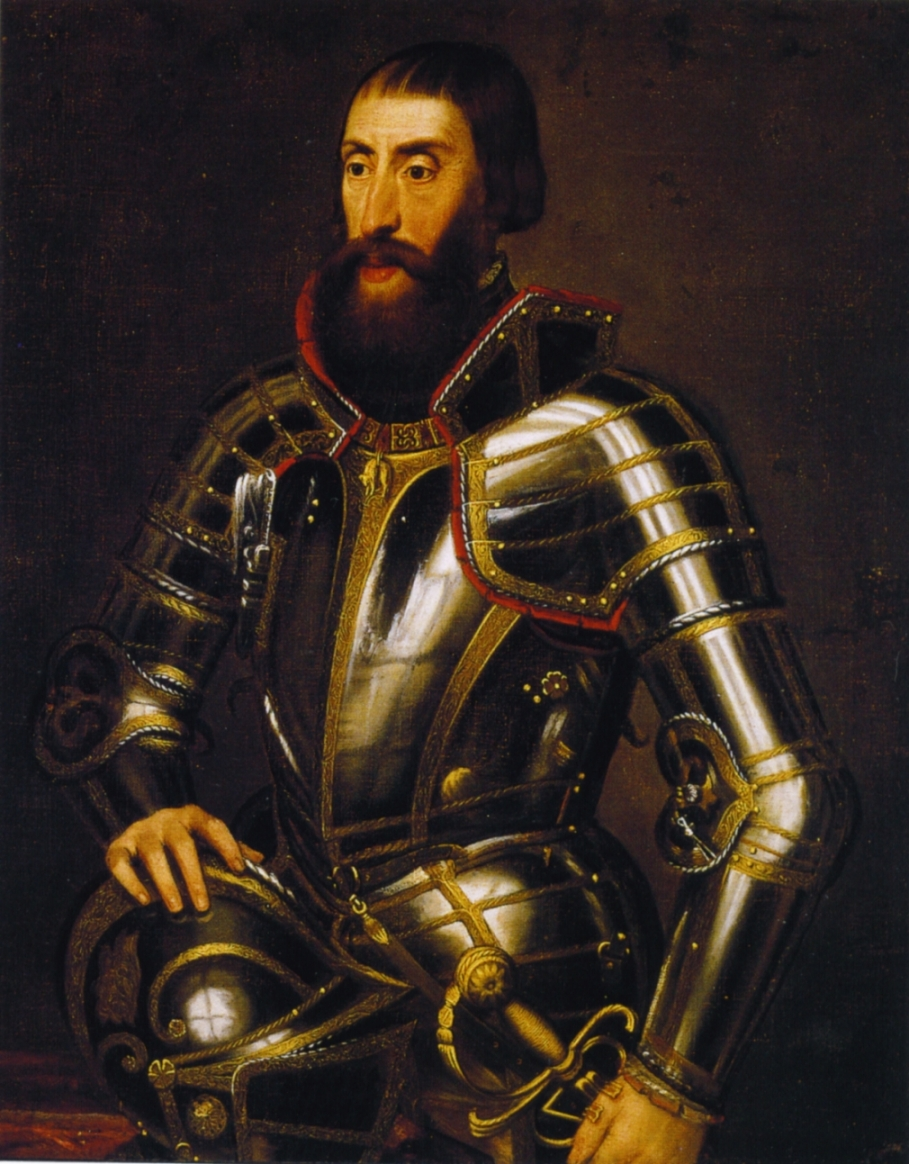
フェルディナント1世はドイツとボヘミアのカトリックのために両形色の聖体拝領を認めるためのトリエント公会議を開催させた。

ルター派はプファルツ選帝侯領（1560年）、ナッサウ（1578年）、ヘッセン＝カッセル（1603年）、そしてブランデンブルク（1613年）といった諸侯のカルヴァン派への離脱をも目にさせられた。
このため、17世紀初めにはラインラントとドナウ川南方はカトリックになり、ルター派は北部において優勢で、カルヴァン派は中西部、スイス、ネーデルラントなど他の地域で優勢となった。しかし、いずれの地域にも少数派はおり、幾つかの領地や都市ではカルヴァン派、カトリックそしてルター派はほぼ均衡していた。
一方、ルター派のスウェーデンとデンマークは帝国内のプロテスタントを援助して、政治的経済的影響力を得ようと考えていた。

### ユーリヒ＝クレーフェ＝ベルク連合公国の継承戦争とプロテスタント同盟・カトリック連盟の結成

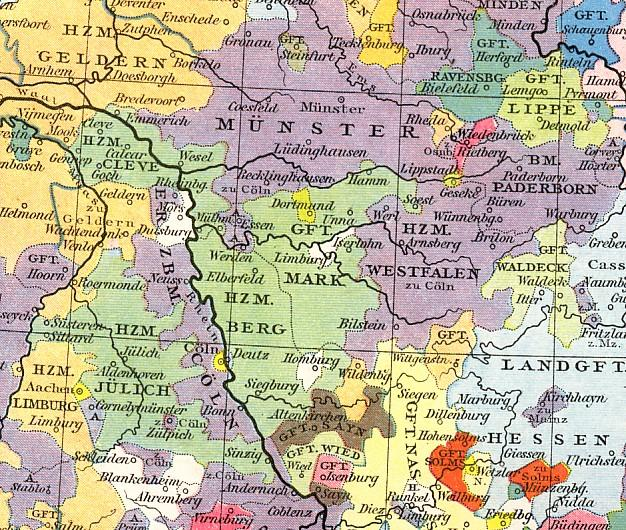
ユーリヒ＝クレーフェ＝ベルク連合公国。ユーリヒ、クレーフェ、ベルクの、マルク伯領、ラーフェンスベルク伯領

1607年〜1608年、バイエルン選帝侯マクシミリアン1世が、ルター派の帝国都市ドナウヴェルトをカトリックに改宗させて併合した。1608年の帝国議会は両派が激突し、5月にはルター派諸侯はプファルツ選帝侯フリードリヒ4世を盟主に仰ぎ、新教同盟（ウニオン）を結成した。新教同盟にはオランダが協力し、フランスとの交渉を開始した。
ユーリヒ＝クレーフェ＝ベルク公ヨハン・ウィルヘルムが1609年3月25日に死去すると、継承問題が持ち上がった。ユーリヒ公国、クレーフェ公国、ベルク公国、マルク伯領を連合させた領邦国家であるユーリヒ＝クレーフェ＝ベルク連合公国は、ブランデンブルク選帝侯ヨーハン・ジギスムントやプファルツ＝ノイブルク公ヴォルフガング・ヴィルヘルムだけでなく周辺の大国の欲望を喚起させて介入されることとなった。
プロテスタント同盟に対抗してカトリック側は1609年7月10日にバイエルン選帝侯マクシミリアン1世を盟主とするカトリック連盟（リーガ）を結成し、スペインの支持をあてにしていた。フランス、オランダ、イギリスはこれに反対した。ブランデンブルク選帝侯ヨーハン・ジギスムントは新教に改宗し、プロテスタント同盟に加盟、プファルツ＝ノイブルク公ヴォルフガング・ヴィルヘルムはローマ教会に入ってカトリック連盟に加盟した。さらにフランスがプロテスタント同盟に、皇帝がカトリック連盟の陣営についた。
スペイン、オーストリア、オランダは繰り返しユーリヒ＝クレーフェ＝ベルク連合公国に侵入したが、フランスのアンリ4世が暗殺され、大きな戦争とはならなかった。1610年10月24日にプロテスタント同盟とカトリック連盟は講和し、他の要求者を排除して1614年のクサンテン条約でブランデンブルクがクレーフェ＝ベルクを、プファルツ＝ノイブルク公がユーリヒ=ベルクを分割相続した。

## 経過
三十年戦争は4つの段階に分類することができる。
- 第1段階：ボヘミア（ベーメン)・プファルツ戦争（1618年 - 1623年）
- 第2段階：デンマーク戦争（1625年 - 1629年）
- 第3段階：スウェーデン戦争（1630年 - 1635年）
- 第4段階：フランス・スペイン戦争（1635年 - 1648年）

また、シグフリード・スタインバーグは、三十年戦争を休戦や和平によって中断された12の戦争とする。
三十年戦争はのべつ幕なしに30年間、戦争が連続して続いたわけではなく、13の戦争と10の平和条約が締結され、17世紀当時の歴史家は一つ一つを別々に見ていた。これらの戦争が一つとみなされ、「三十年戦争」という合成語が作られたのは17世紀末であった。

### ボヘミア・プファルツ戦争（ベーメン・プファルツ戦争）:1618-1622

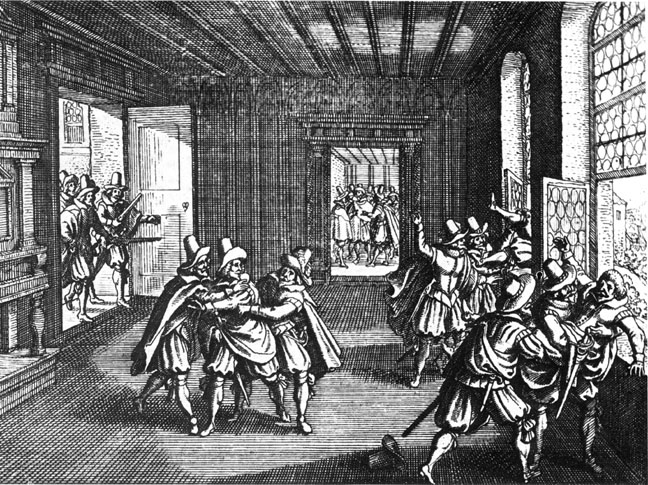
プラハ窓外投擲事件

オーストリア・ハプスブルク家では1612年に新皇帝となったマティアスは仲裁者型で意志が弱かった。シュタイアーマルク公フェルディナントが1617年にフェリペ3世とエルザスをスペインに譲るのと引き換えに帝位継承権を獲得することを、マティアスは阻止できなかった。
ボヘミアではプロテスタント等族が優勢であり、マティアスの兄であり前皇帝であるルドルフ2世が公布していた勅許状をめぐり紛争となっていた。マティアスはフェルディナントとボヘミア王の王位を譲ったが、フェルディナントはイエズス会の教育を受けた熱心なカトリックであり、プロテスタント弾圧を開始した。

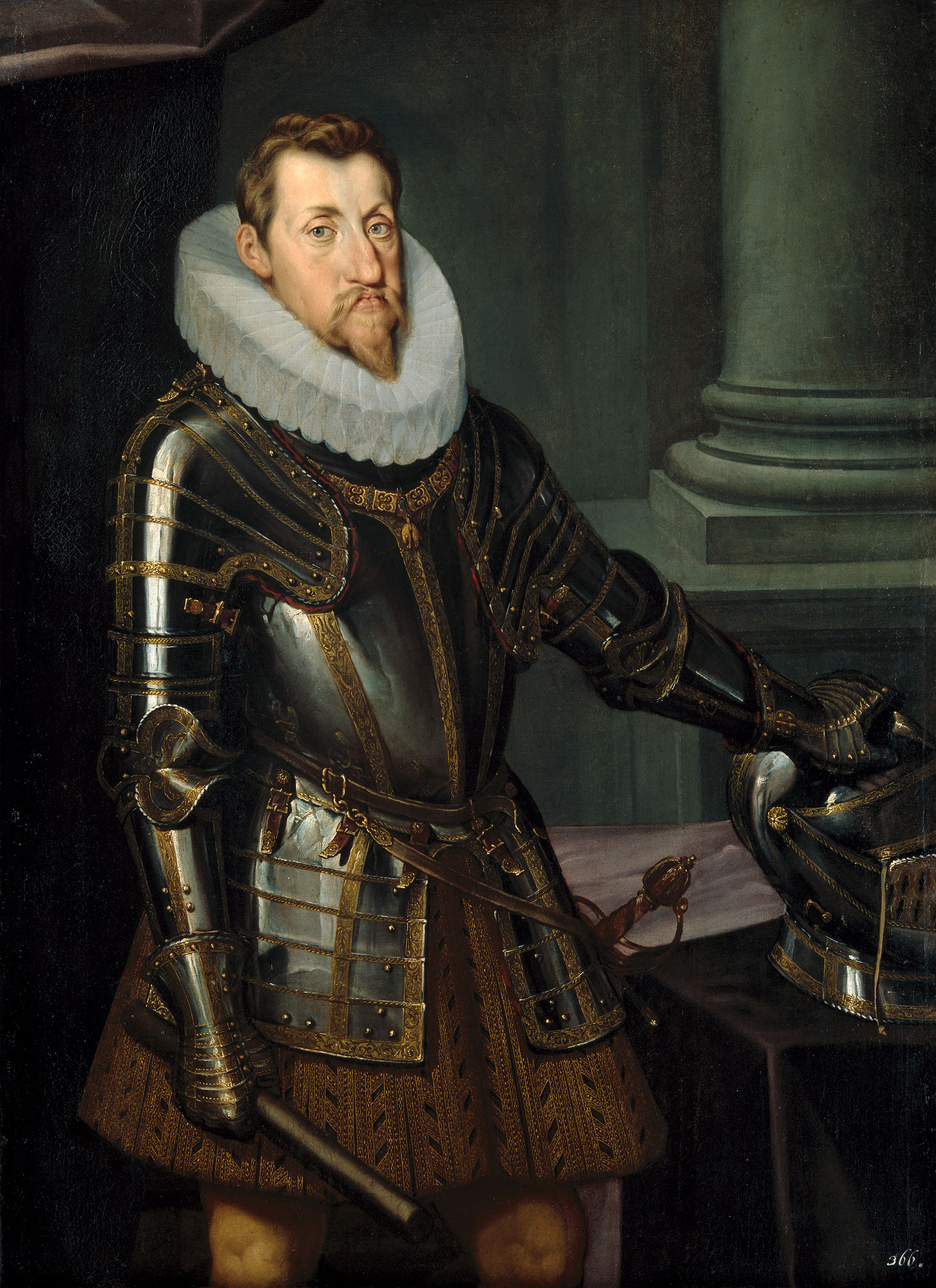
神聖ローマ皇帝フェルディナント2世

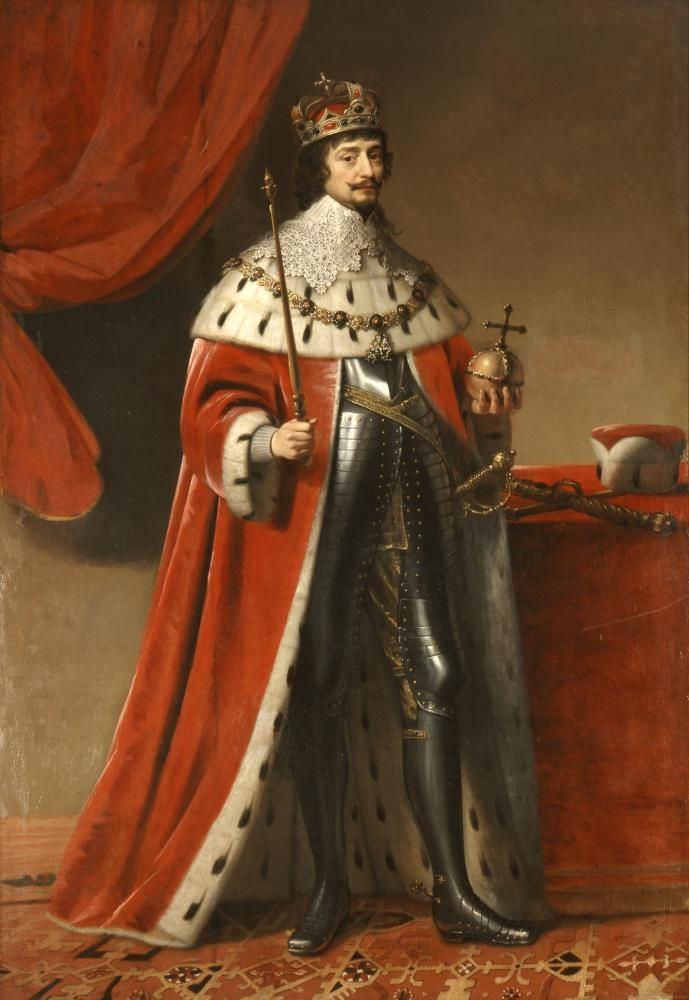
フリードリヒ5世（冬王）

1618年5月23日、弾圧に反発した急進派の貴族が皇帝代官マルティニツとスラヴァタをプラハ王宮の窓から突き落とすというプラハ窓外投擲事件が起きた。これが三十年戦争の始まりである。
ボヘミア王フェルディナントはまだ皇帝ではなかったが、事実上のハプスブルク家全世襲領の所有者であったため、ボヘミア鎮圧を決定したが資金が不足していた。翌年3月にマティアスは死亡し、フェルディナントは8月にフランクフルトで「フェルディナント2世」として皇帝となった。
しかし、ボヘミアの等族は新皇帝を認めず、1619年8月、新教同盟のプファルツ選帝侯フリードリヒ5世を新国王にした。フリードリヒ5世はイングランド王ジェームズ1世の娘エリザベス・ステュアートと結婚していたため、ボヘミア等族はイングランドからの支援を期待していたが、イングランド内戦直前によって期待は裏切られた。
一方、フェルディナント2世はスペイン・ハプスブルク家やバイエルン公マクシミリアン1世などのリーガ諸侯との同盟の結成に成功し、プロテスタントながらフリードリヒ5世と反目していたザクセン選帝侯ヨハン・ゲオルク1世さえも味方につけ、ティリー伯を司令官とする軍を派遣した。これに対するボヘミア諸侯は新教同盟ウニオンから援軍を得られなかった。
ティリー率いるカトリック連盟軍はオーストリア身分制議会軍を破り、1620年11月8日の白山の戦いで反乱軍は大敗した。
一方、スペインはオランダを再征服するためにライン川沿いの陸路を確保しようとしており、スピノラが率いるスペイン軍は1620年9月にプファルツを占領した。戦況の悪化により1621年5月にはプロテスタント同盟が解消した。カトリック連盟軍は1621年秋にオーバープファルツを占領し、1622年にスペインと合流、ティリーはマンスフェルト、クリスティアンも一蹴した。1622年10月25日にグラーツが攻略され、ボヘミア王の領域は完全に鎮圧された。
スペインと旧教連盟によって鎮圧されたボヘミアの反乱勢力は処刑され、以後ボヘミアはカトリック化政策が断行された。これ以後、ハプスブルク家のボヘミア支配は強固なものとなった。1627年の新領法条例によってボヘミアはハプスブルク家の属領となった。これにより、多くのボヘミア貴族やプロテスタントがヨーロッパ各地に亡命した。フリードリヒ5世は領土を失ったためオランダへ亡命し、バイエルン公マクシミリアン1世はプファルツ選帝侯位を獲得した。スペインは対オランダ戦争に向けての重要なルート（スペイン街道）を確保した。バイエルン公のプファルツ選帝侯位獲得は金印勅書に反するものであったため、諸侯の怒りを買った。プファルツ侵攻後もティリーはハルバーシュタット司教領に攻撃をかけ、ドイツ北部にも戦線が拡大した。
カトリック連盟とハプスブルク家によるプファルツ侵攻に脅威を感じたフランスのリシュリューは1624年、オランダ、イングランド、スウェーデン、デンマークと「ハーグ同盟（対ハプスブルク同盟）」を結成し、カトリック連合を牽制した。またフランス、サヴォイア、ヴェネツィアがスペインのハプスブルク家への支援ルートを阻んでいた。

### グラウビュンデン戦争:1620-1639
一方、ミラノからアルプス、チロルへ抜けるバルテリナ（ヴァルテッリーナ）は、オーストリアとスペイン領イタリアを結ぶ最短陸路であったため、ハプスブルク家は支配を望んでいた。バルテリナはスイスと結ばれたゆるやかな諸州同盟グラウビュンデンに従属していた。フランスとヴェネツィアはハプスブルク家に対抗し、ゲオルク・イェーナッチュを中心に派閥争いが起こったところ、1620年、スペインがバルテリナを占領した。その後1624年フランスが占領したが、1626年のモンゾン条約でスペインとフランスの共同保護領となった。しかし1628年からのマントバ継承戦争の際、再びハプスブルク軍が占領、1635年にはフランスが奪回し、1639年にはグラウビュンデンがフランスに反撃して、1639年9月3日のミラノ講和でグラウビュンデンはスペインへの従属となった。

### デンマーク戦争

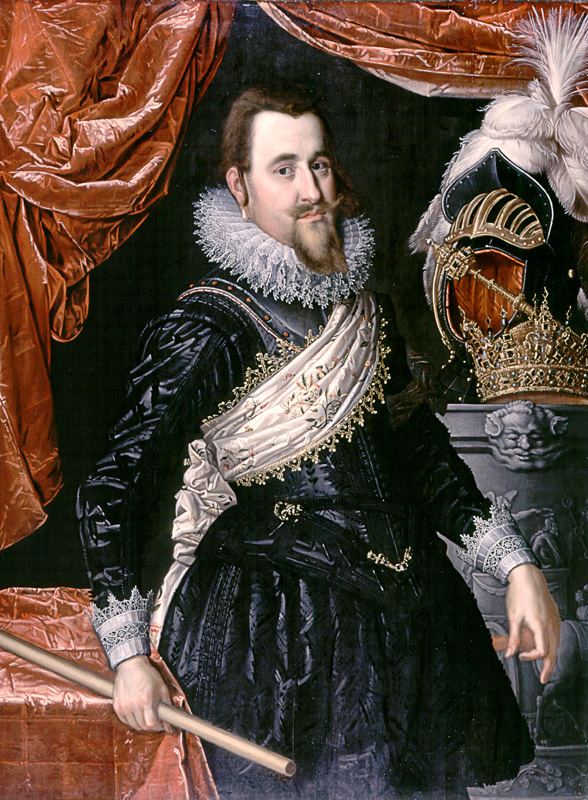
クリスチャン4世

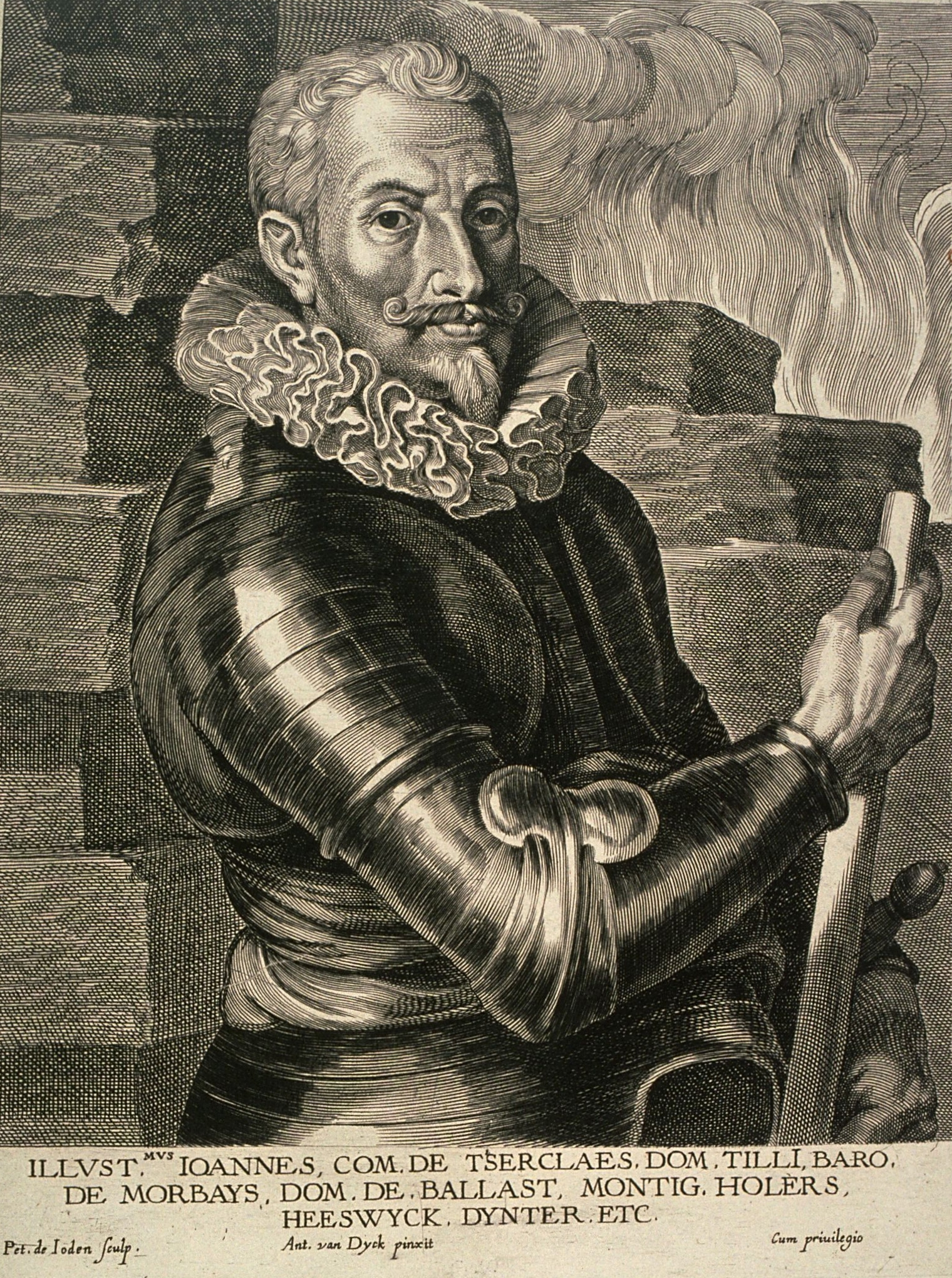
ティリー伯

デンマーク王クリスチャン4世は、オランダからボヘミア・プファルツ戦争への支援を要請されていたが中立を守った。しかし、デンマーク王はもともと北ドイツへの勢力拡大とバルト海、北海の覇権確立を狙っており、王国参事会の反対を無視して介入を決定した。1625年、デンマーク王がニーダーザクセン帝国管区（クライス）長官として、長らく空位になっている2つの帝国内の司教職に自分の息子を就任させる要望を出したところ、ティリー伯の軍がニーダーザクセンに進駐して皇帝に露骨に拒絶された。これによりデンマーク王は介入への口実を得た。ハーグ条約によって、イギリスとオランダからの支援を受けた。
反ハプスブルク家のプロテスタント連合は、さらにトランシルヴァニア侯ガブリエル・ベトレン、オスマン・トルコ、カトリックのフランスと共鳴して、ブラウンシュヴァイクのクリスティアンがウエストファリアと下ラインラントのウィッテルスバハ家所領を制圧し、デンマーク王はニーダーザクセンを奪取し、連合軍最高司令官マンスフェルトがハンガリーからのベトレンと合流してボヘミアとシュレジエンとモラビアに侵入する計画であった。
スウェーデンは同盟による支援を受けて1625年5月に主戦場ニーダーザクセンに進軍した。
これに対して皇帝軍は、ティリー率いるカトリック連盟軍に加えて、ボヘミアの傭兵隊長ヴァレンシュタインを皇帝軍総司令官に登用し、10万人の軍を率いた。
デンマークは当初はスウェーデンとの共同介入であったが、両者の主導権争いの結果、スウェーデンはポーランド問題に注力し、デンマーク単独での介入となった。デンマーク王の参戦に対してイングランドは資金を提供し、エルンスト・フォン・マンスフェルト（総司令官）、クリスティアン・フォン・ブラウンシュヴァイク＝ヴォルフェンビュッテルの2人の傭兵隊長の軍を援軍として派遣したが、デンマーク軍と傭兵部隊の間では戦略についての主導権争いが発生し、ついに別行動を取るようになる。これは皇帝軍の各個撃破の好餌となり、マンスフェルトは1626年4月デッサウの戦いで敗北した。マンスフェルトはヴェネチアに支援を求める途中で死んだ。
ブラウンシュヴァイク公クリスティアンは1626年6月16日に病死し、6月27日のルッターの戦いでティリー皇帝軍はデンマーク軍に勝利し、ホルシュタインまで追撃し、それに呼応してヴァレンシュタインもユトランド半島まで追った。デンマークが帝国内に領有していたポンメルン、デンマーク側に加担していたメクレンブルク領も皇帝軍が占領した。
1628年夏、ヴァレンシュタインが帝国海軍基地確保のためにポンメルンのシュトラールズント港を包囲するに至り、スウェーデンは介入を決定した。
しかし、ヴァレンシュタイン軍を追撃しようとクリスチャン4世が再上陸して返り討ちに遭い（ヴォルガストの戦い）、1629年5月22日に「リューベックの和約」が皇帝との間で成立し、領土は没収されずに維持されたものの、帝国への介入を禁じられた。これによってデンマークは北欧の覇者としての地位がゆらぐこととなった。
なお、イングランドも当初はドイツに軍を派遣したり、フランスとハーグ同盟を結んだり、マンスフェルトに資金提供したりして三十年戦争に介入していた。フリードリヒ5世の義父だったイングランド王ジェームズ1世が1625年に亡くなり、チャールズ1世が即位すると、側近のバッキンガム公ジョージ・ヴィリアーズはフランスとの協調外交で反ハプスブルクとプファルツ救援を掲げてスペインのカディスに艦隊を派遣した。ところが、マンスフェルトの大敗及びカディスの遠征失敗でバッキンガム公は人望を失い、1627年にフランスに宣戦布告したがフランス・スペインの同盟締結でフランスも敵に回してしまう。ラ・ロシェル包囲戦の敗北でバッキンガム公は更に権威を失墜し、議会から失敗を責められた。1628年にバッキンガム公が暗殺されると、チャールズ1世は1629年にフランスと、1630年にスペインと和睦して三十年戦争から手を引いた。このとき、スペインからイングランドへ大量のメキシコ銀が流入した。以後チャールズ1世は財政再建を進めようと専制政治を行い、それが元で議会と衝突して1642年に清教徒革命（イングランド内戦）を引き起こし、三十年戦争終結後の1649年に処刑されイングランド共和国の成立に繋がった。

### 復旧勅令
デンマークを破った皇帝フェルディナント2世の権威は、1629年3月6日の復旧勅令発令で1552年以降プロテスタント諸侯に没収された教会領地をカトリック側に返還することを命じた。また、皇帝の許可の無い同盟の締結も禁止された。これは皇帝権のピークであり、皇帝絶対主義を意味した。ただし、これはカトリック教会の再建というよりも、ハプスブルク家門勢力の増大が意図されたものだった。
しかし、領土削減の危機に立たされたプロテスタントのザクセン選帝侯はおろか、カトリック選帝侯バイエルン公も反対に回り、1630年8月のレーゲンスブルク選帝侯会議ではヴァレンシュタイン軍の横暴であるため罷免を求め、復旧勅令はハプスブルク家によって利用されていると批判した。皇帝は復旧勅令については譲歩しなかったが、ヴァレンシュタイン罷免には同意した。この時、すでにスウェーデン軍はポメルンに上陸していた。

### スウェーデン戦争

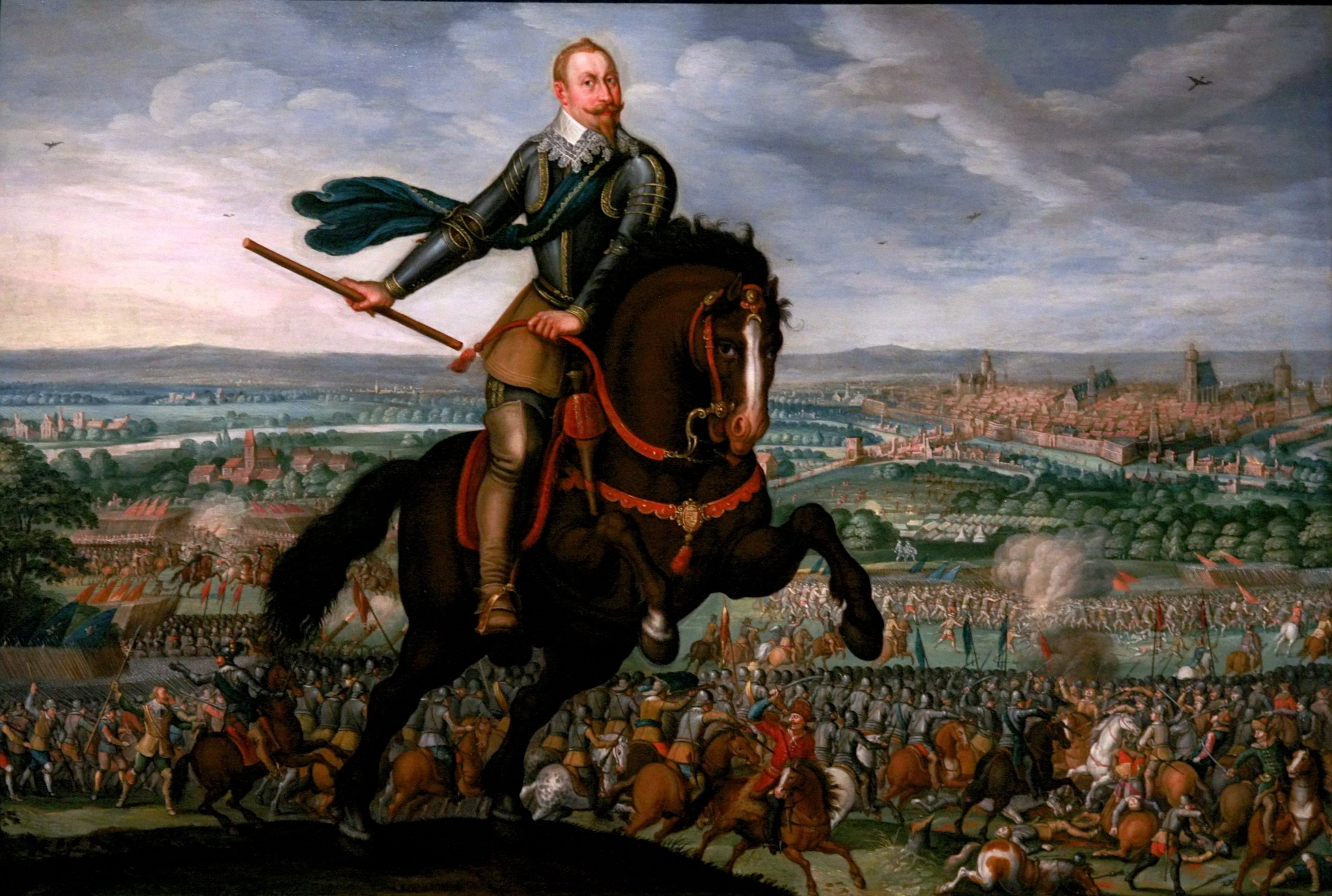
ブライテンフェルトの戦いにおけるグスタフ2世アドルフ

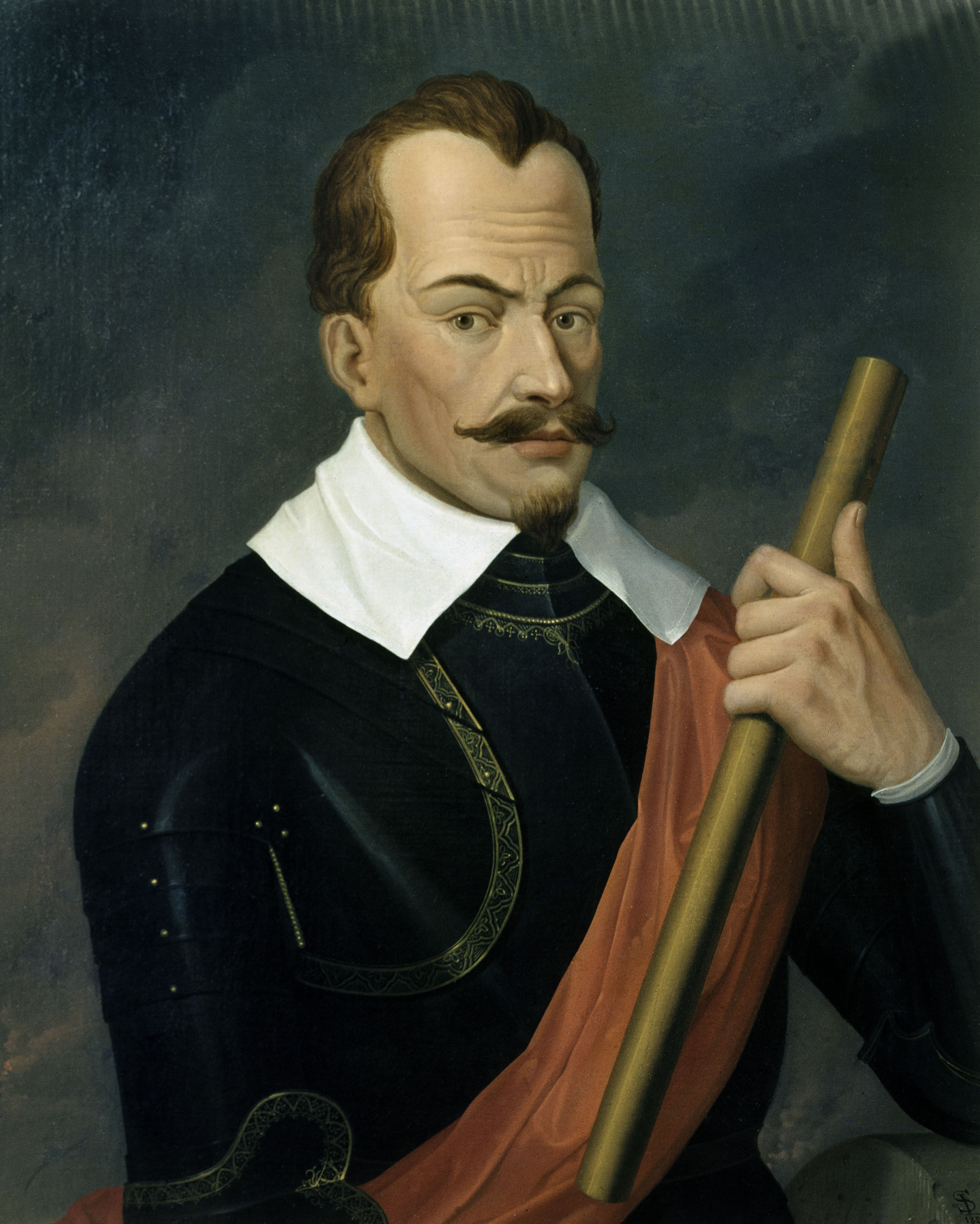
ヴァレンシュタイン

ヴァレンシュタインがバルト海・大西洋提督に任命されたことは、スウェーデンのバルト海の覇者としての地位を脅かした。スウェーデン王グスタフ・アドルフが1631年1月にフランスと同盟を組み（ベールヴァルデ条約）、フランスからの資金援助を受けて3万の軍を率いて参戦し、ポメルン、メクレンブルクから皇帝軍を駆逐した。しかし、新教諸侯のブランデンブルク、ザクセン選帝侯は参戦をためらい、マクデブルクは陥落した（マクデブルクの戦い）。ティリーが復旧勅令執行のためザクセンに進軍すると、皇帝派だったザクセン選帝侯ヨハン・ゲオルク1世はスウェーデン側に寝返った。スウェーデン軍は1631年9月17日、ライプツィヒの北方、ブライテンフェルトで皇帝軍と対峙し、新式の軍制、装備、戦術を有するスウェーデン軍の圧倒的勝利に終わった（ブライテンフェルトの戦い）。さらにスウェーデン軍はヴュルツブルクを攻略し、11月にはアルニム率いるザクセン軍がプラハを攻略した。ブランデンブルク選帝侯ゲオルク・ヴィルヘルムも、スウェーデン軍と同盟を結ぶに至った。
1632年2月にスウェーデン軍はミュンヘンへ南下、4月15日にはレヒ川の戦いで皇帝派のバイエルン軍に対し、砲兵の効果的な運用で再びスウェーデン軍が圧勝した（レヒ川の戦い）。負傷した総司令官ティリー伯はまもなく戦死し、皇帝軍は大きな損害を被った。
皇帝側はボヘミアに引退していたヴァレンシュタインを再び総司令官に任命して4万の軍を編成し、巻き返しをはかった。1632年夏ヴァレンシュタインはボヘミアに進駐するザクセン軍を駆逐し、ニュルンベルクでスウェーデン軍を破り、ザクセンへ向かった。11月16日、両者はライプツィヒ郊外のリュッツェンで戦闘を開始した。会戦当初、戦局は皇帝軍に不利に動き、援軍の指揮官パッペンハイムも来着直後に戦死したが、スウェーデン王グスタフも戦死した。「スウェーデン王戦死」の報は皇帝軍の士気を上げたが、スウェーデン軍は傭兵隊長ベルンハルト・フォン・ザクセン＝ヴァイマルが指揮を引き継ぎ、結局皇帝軍はこの戦闘に敗れた（リュッツェンの戦い）。
スウェーデンの王都ストックホルムでは、王女クリスティーナが国王に即位する。幼い女王の下スウェーデンの実権は宰相オクセンシェルナが引き継いだ。しかし、スウェーデン軍とプロテスタント諸侯との分裂を引き起こした。オクセンシェルナは1633年4月に、ドイツ諸侯の自由の回復を求めていた南ドイツの帝国クライス、クーアライン、オーバーライン、シュヴァーベン、フランケンとの間にハイルブロン同盟を締結した。これを受けてフランスのリシュリューは、プロテスタント諸侯へのフランスの影響力を保持するためスウェーデンと取引をし、カトリック国であるにも拘わらずフランスもこの同盟に参加する。三十年戦争は新しい局面を迎えることになった。

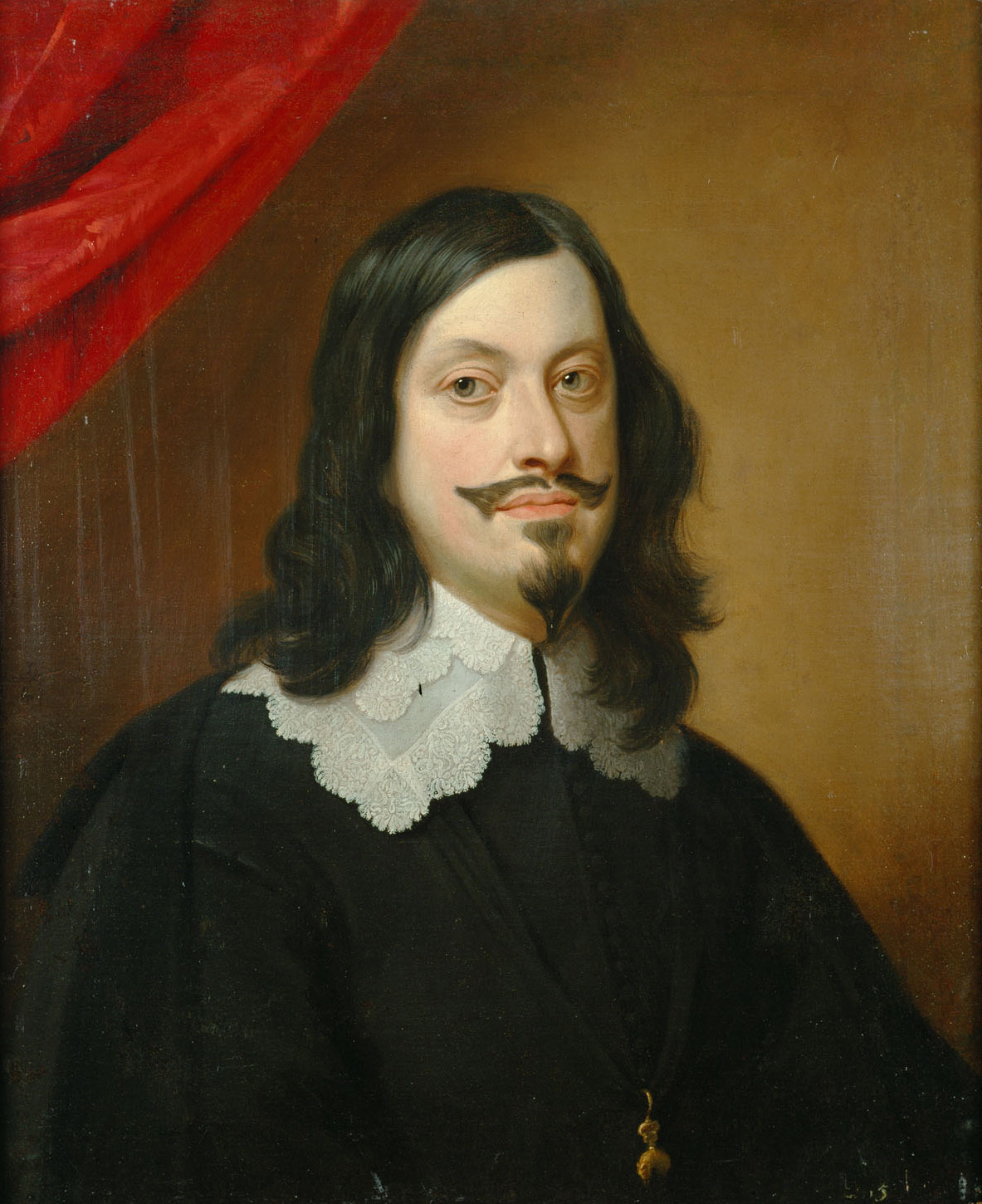
フェルディナント大公
_{後に皇帝フェルディナント3世となる。}

一方、スペイン軍がイタリアからスイスを通ってライン川上流地域に進出した。
ヴァレンシュタインは独断でスウェーデン軍と和平を交わし、さらに1634年には将官たちに彼個人への忠誠を誓約させたため、暗殺された。
皇帝は嫡男のフェルディナント大公を総司令官に任命し、1634年9月ネルトリンゲンの戦いでスウェーデン・プロテスタント諸侯軍を撃破した。スウェーデン軍は重大な被害を受け、三十年戦争の主導権を失った。この勝利によって南ドイツを取り戻し、プロテスタントから主導権を奪い返したフェルディナント2世は諸侯との和睦に動いた。
フェルディナント2世はマクシミリアン1世とヨハン・ゲオルク1世、ゲオルク・ヴィルヘルムら選帝侯達との和解、スペインの参戦に勇気付けられ、他方では戦闘が続いているにもかかわらず、三十年戦争終結へ向けて復旧令の撤回と引き換えに諸侯の和解を図り、1635年にプラハ条約を締結した。皇帝フェルディナント2世はカトリック至上主義は放棄したが、諸侯の同盟禁止が明記されていたためカトリック連盟解散で優位に立ち、1636年の選帝侯会議でフェルディナント大公のローマ王選出にようやく成功した。
しかしこの条約は皇帝の威光を高めはしたが、結局は一時的なものでしかなかった。スウェーデン軍はかつての勢力を失い、ハイルブロン同盟が崩壊しながらも、宰相オクセンシェルナの手腕によってフランスがハプスブルク家に対抗して直接介入させることに成功したのである。

### フランス・スペイン戦争

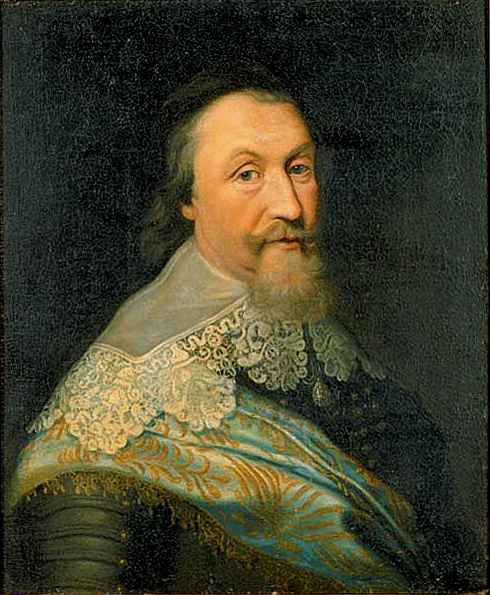
アクセル・オクセンシェルナ
_{亡き国王グスタフ2世アドルフの遺産を死守する忠勤な宰相}

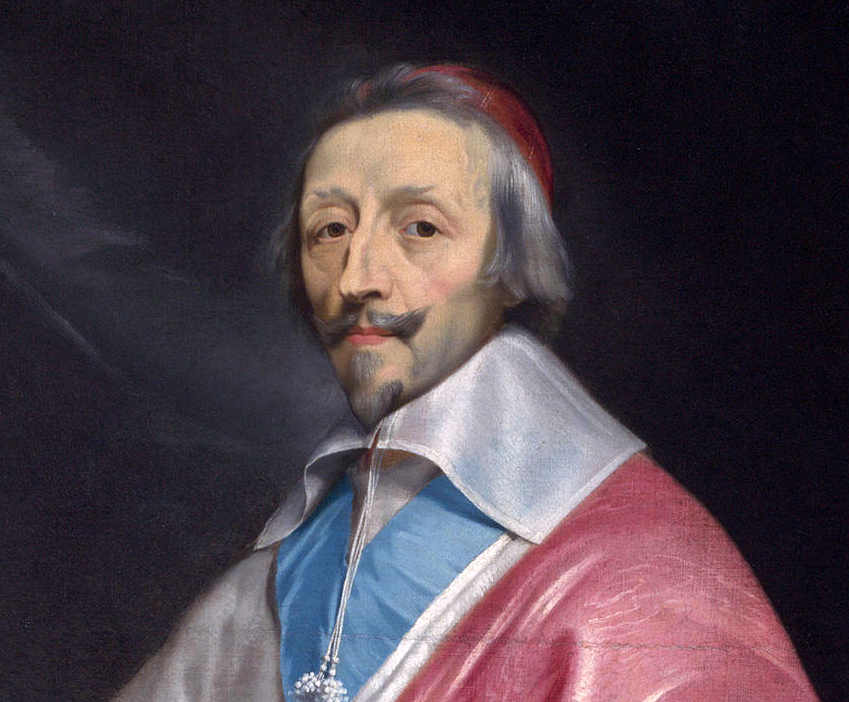
リシュリュー
_{権謀術数を駆使しフランス王国の国益を追求する。怜悧な宰相}

フランスにとって当面の敵は皇帝でなくスペインだった。フランスはこれまでハプスブルク家に対抗して1631年からメッツ、ロートリンゲン、エルザスを確保したうえで1635年にスペインに宣戦した (フランス・スペイン戦争)。皇帝への宣戦は1638年である。トルステンソン率いるスウェーデン軍は巻き返しを図る。この戦役では、フランス宰相リシュリュー、スウェーデン宰相オクセンシェルナ、神聖ローマ皇帝フェルディナント3世の戦略がぶつかり合うことになった。テュレンヌとコンデ親王率いるフランス軍は主にスペイン軍と、スウェーデン軍は皇帝軍と戦った。しかし、ドイツの国土は荒廃しており、戦争は地域的に分散した。
皇帝軍は1636年のヴィットストックの戦いでスウェーデン軍に敗れ、勝利したスウェーデン軍は再びドイツへ侵攻する。これ以降、反ハプスブルク勢力の情勢は好転した。ネーデルラントではオランダがスペインを破り、ブレダの要塞を陥落させる（第四次ブレダの戦い）。この勝利はオランダの独立を確実なものとし、逆にスペインの覇権の翳りを示すものであった。こうした情勢の中、1637年にフェルディナント2世が死去した。新皇帝には、ネルトリンゲンの戦いで名声を得たローマ王フェルディナントがフェルディナント3世として即位した。
フランス軍の傭兵隊長となったベルンハルトも攻勢に出て、1638年、ラインフェルデン、フライブルク、ブライザハを陥落させてアルザスを占領、スペイン回廊を寸断した（ラインフェルデンの戦い）。ただしベルンハルトはフランスといざこざを起こし、翌1639年に彼が急死すると配下の軍勢はフランス軍に編入された。一方のヨハン・ゲオルク1世とゲオルク・ヴィルヘルムは皇帝側に留まり、後にザクセン軍とフランス軍は交戦することとなる。
同年、スウェーデン軍はハイルブロン同盟から寝返ったザクセン軍をケムニッツで破り（ケムニッツの戦い）、ボヘミアに侵攻したが、スウェーデン軍のヨハン・バネール将軍の野心によって統率が乱れ、撃退されている。翌1639年、エアフルトでフランス軍、スウェーデン軍、ブランデンブルク選帝侯軍が邂逅している。もっともブランデンブルク軍は、後に「大選帝侯」と呼ばれたフリードリヒ・ヴィルヘルムが翌1640年に亡くなったゲオルク・ヴィルヘルムの後を継いで選帝侯となると防衛戦争に切り替え、1641年にスウェーデンと和睦して事実上中立の立場をとった。

### 和平会議の開始と戦争の行方
1640年頃から皇帝は和平に向けた動きを見せ始めるが、その高圧的な態度に応じる勢力はいなかった。しかもスペイン軍は、この時期からフランス・オランダの前に敗退を重ね、没落の兆しを見せていた。なおこの年、スペインのくびきを脱したポルトガル王国が独立し（ポルトガル王政復古戦争）、さらにカタルーニャも反乱を起こし、スペインは苦境に立たされた。またフランス軍がピレネーに進出し、ドイツ方面へ軍を派遣できなかった。帝国等族は皇帝軍から次々と脱落し、1640年にはブランデンブルク選帝侯ヴィルヘルムがスウェーデンと休戦条約を交わした。バイエルン公は同年ニュルンベルクで選帝侯会議を開き、翌年のレーゲンスブルク帝国議会では皇帝と諸侯にフランスとスウェーデンとの交渉を委任した。1641年12月にはフランス・スウェーデンとの講和会議が決定されたが、調停や権利要求で紆余曲折し、議事は進まなかった。
1642年、皇帝軍はブライテンフェルトの戦いで再びスウェーデン軍に敗北、さらに逼迫した皇帝は和平の道を模索し始めた。この頃になると、帝国全体で厭戦気分が蔓延するようになる。1642年の暮れにはライン川の両岸で和平会議が設置されたが、1644年にようやく交渉が開始される。しかし、交渉を優位に運ぶために、戦争を終わらせるための戦いが激化するという矛盾した状況になっていく。

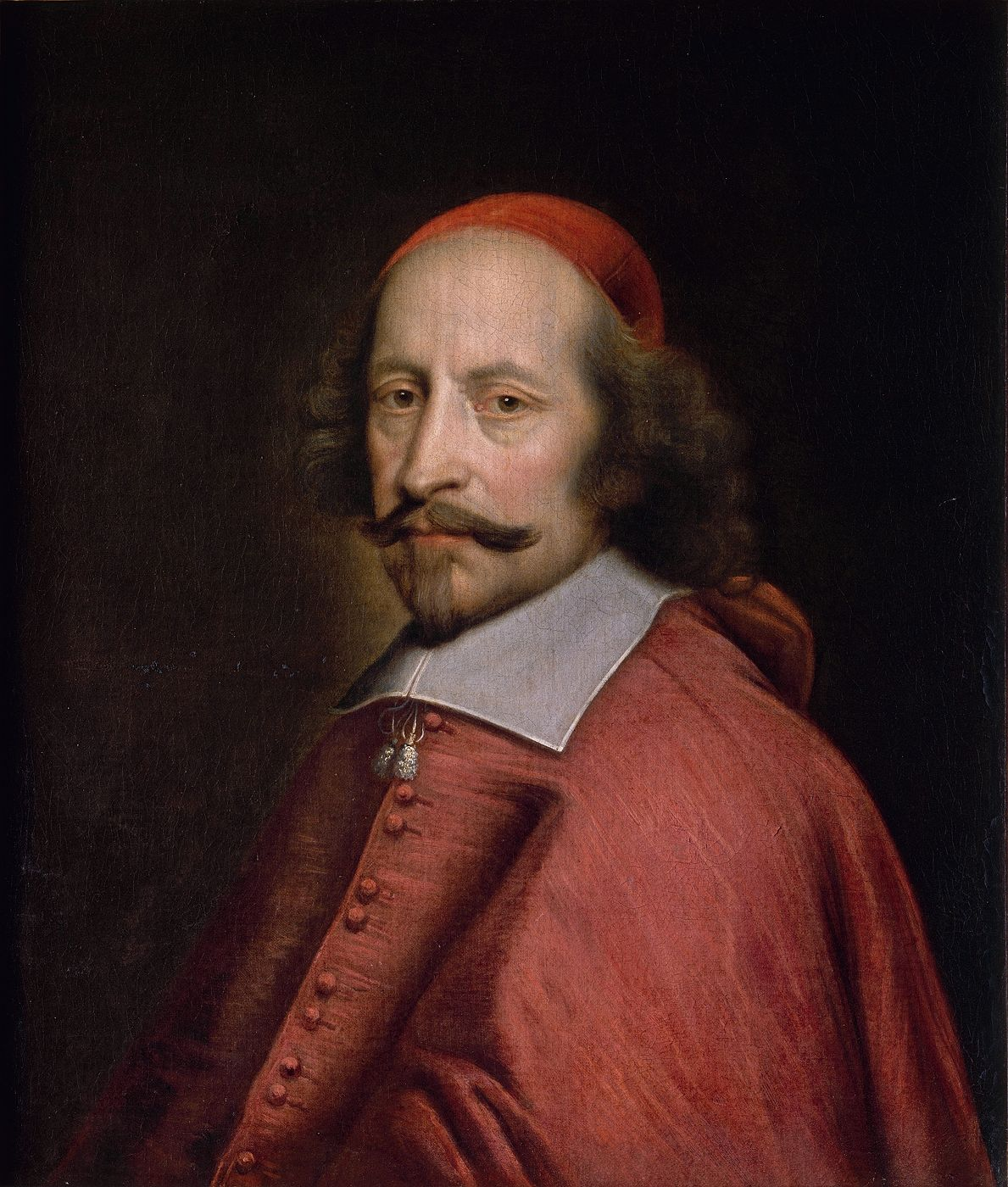
ジュール・マザラン

帝国法（独: Reichsunmittelbarkeit）によって国際会議は設置されたが、戦争の主導権を奪い返したスウェーデンが和平会議も牛耳って行く。この時期フランスでは、1642年に宰相リシュリュー、翌1643年にフランス王ルイ13世が相次いで死去した。リシュリューの政策は新宰相ジュール・マザランに引き継がれるが、新国王ルイ14世はまだ幼く、フランス国内は不安定となった。そのためマザランは、引き継いだ政策のうち「国王を神聖ローマ皇帝に」という野心を放棄せざるを得なくなる。しかし、1643年にフランス王族のアンギャン公ルイ・ド・ブルボン（後のコンデ公ルイ2世）がロクロワの戦いでスペインを殲滅、さらに1644年のフライブルクの戦いでカトリック軍の中心であるバイエルン軍を破ったことで、フランスは三十年戦争における勝利を確実なものとした。

### スウェーデン・デンマーク戦争(トルステンソン戦争)

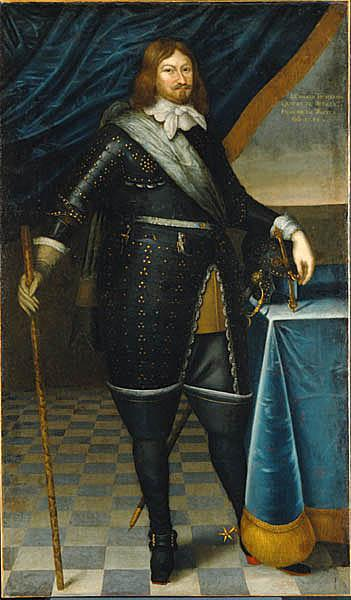
レンナート・トルステンソン

一方スウェーデンは、ドイツで転戦するスウェーデン軍を背後から脅かすデンマークと戦端を開いた。皇帝軍に敗北したデンマークは、皇帝軍に度々勝利して勢力を拡張するスウェーデンへの影響力の復活を目論み、皇帝へ接近したり、エーアソン海峡税を引き上げるなどしてスウェーデンを牽制していたため、両者の緊張が高まっていた。海峡税の引き上げはオランダとスウェーデンの接近を許すこととなった。1643年、スウェーデンはユランに侵攻、オランダ海軍も味方につけて、スウェーデン・オランダ連合艦隊はデンマーク艦隊を屈服させ、1645年8月のブレムセブルー講和条約でデンマークはノルウェーの一部やゴットランド島を割譲することとなり、バルト海の覇権をスウェーデンに奪われた。またこの戦争でグスタフ・ホルン将軍が復帰している。皇帝軍はデンマークの支援に駆けつけたが、惨敗した。この戦争はスウェーデン軍指揮官トルステンソン（トシュテンソン）の名前からトルステンソン戦争と呼ばれる。

### スウェーデン・ボヘミア戦争
スウェーデンは三十年戦争の勝利を確実にするために、再びボヘミアへ侵攻する。1645年、プラハ近郊のヤンカウの戦いでまたしても皇帝軍は大敗した。この時プラハにいた皇帝フェルディナント3世は狼狽してウィーンへ逃亡したが、これはかつてのフリードリヒ5世の逃亡に酷似していたため「フェルディナントの逃亡」と揶揄された。この事件はハプスブルク家の敗北を決定的なものとし、バイエルン軍も第2次ネルトリンゲンの戦いでフランス軍に敗れ指揮官フランツ・フォン・メルシーを失った。マクシミリアン1世はフランスとよりを戻し、孤立したヨハン・ゲオルク1世も1645年にスウェーデンと休戦条約を締結した。

### ヴェストファーレン条約の締結

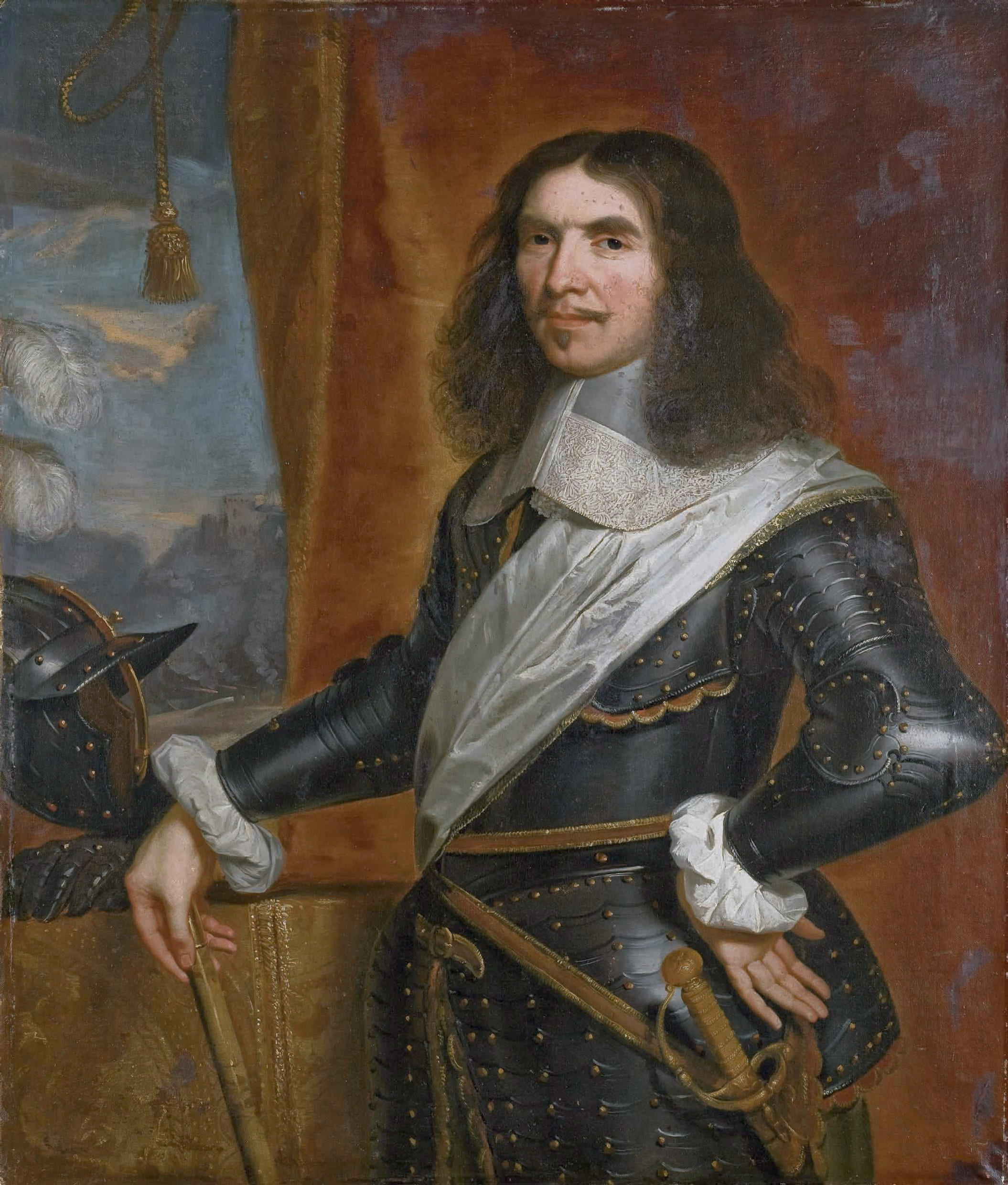
テュレンヌ子爵

この一連の戦況によって和平会議は一気に進展した。国際会議にはイングランド、ポーランド、ロシア、オスマン帝国を除いた全てのヨーロッパ諸国が参加していた。しかし1646年に皇帝軍がバイエルンに合流することを恐れたスウェーデンが、バイエルンに再度侵攻する。フランスはこれを越権行為として、スウェーデン牽制のためにテュレンヌ将軍を派遣した。両者に挟まれたマクシミリアン1世は翌1647年に屈服・休戦したが、バイエルン軍の将軍ヨハン・フォン・ヴェルトが反乱を起こして皇帝軍に合流し、ヤンカウの敗戦で打撃を受けた皇帝軍は驚異的な復活を成し遂げる。
1648年1月31日、ミュンスター講和でスペインとネーデルラントの個別講和が行われた。
劣勢を挽回した皇帝・バイエルン連合軍は、1648年にアウクスブルク近郊のツースマルスハウゼンでカール・グスタフ・ウランゲルとテュレンヌの率いるスウェーデン・フランス連合軍との戦闘に臨んだが大敗する（ツースマルスハウゼンの戦い)。しかし、スウェーデンはなおボヘミアの征服とプロテスタント化を諦めず、1648年7月26日以降もプラハでは戦闘が続いた。今やカトリックの最後の砦となったプラハは激しく抵抗し、降伏には応じなかった。後にスウェーデン王となるカール10世（スウェーデン軍総司令官・クリスティーナの従弟）も援軍に駆けつけ、包囲戦は3ヶ月にも及んだ（プラハの戦い（1648年））。更に皇帝側の頼みの綱だったスペインも、ランスでコンデ公率いるフランス軍に敗れ（ランスの戦い）、大勢は決した。ツースマルスハウゼンで勝利したスウェーデン軍はプラハを包囲、占領した後に帝都ウィーンを攻める態勢を固めた。
和平交渉においてスウェーデンは、過度な要求を皇帝に突き付けたが、クリスティーナ女王はキリスト教世界の平和と安寧のために皇帝に迫って新教徒の権益を拡げさせた。引き替えに女王は、スウェーデンの膨大な要求を引き下げ寛大な譲歩を行った。この譲歩によって和平交渉は進み、皇帝が和平条約への署名を決断した1648年10月24日にヴェストファーレン条約がミュンスターとオスナブリュックで締結され、三十年戦争は終結した。前者はフランスと、後者はスウェーデンに関わる内容だった。戦争終結を祝し、70門の大砲の一斉射撃が行われた。11月2日、プラハに条約締結の報が届いた。
条約ではメッツ、トゥール、ヴェルダンの司教領、エルザス（アルザス）のズントガウなどがフランスに割譲され、スウェーデンは西ポンメルン（前ポンメルン）、リューゲン島、ヴィスマル市、ブレーメン大司教領を得て、さらに帝国議会の議席も得た。この意味でフランスとスウェーデンは三十年戦争の勝利者ともいわれる。さらにスイスとネーデルラント共和国の独立が正式に承認された。他方、スペインは和平対象から外された。このためスペインとフランスの対立は1659年のピレネー条約まで持ち越された。
帝国内ではアウクスブルクの宗教平和令の有効性が確認され、対立の原因でもあった「聖職者に対する留保」条項は破棄され、1624年における宗派分布が基準とされ、これにもとづき諸領域はどの宗派に属するかが決定された。さらにカルヴァン派も公認され、帝国議会では新旧両派の合意によって決定されることとなり、これによって宗教問題が帝国内の紛争の原因となることは基本的にはなくなった。ただし、信仰の自由は領邦君主に許されるままで、個人の自由は認められなかった。皇帝の権限は後退し、帝国等族の権利が強まり、外国との戦争、法の発布には帝国等族の同意が必要とされるようになった。こうして「ドイツの自由」は「帝国等族の自由」となった。

## 結果・影響

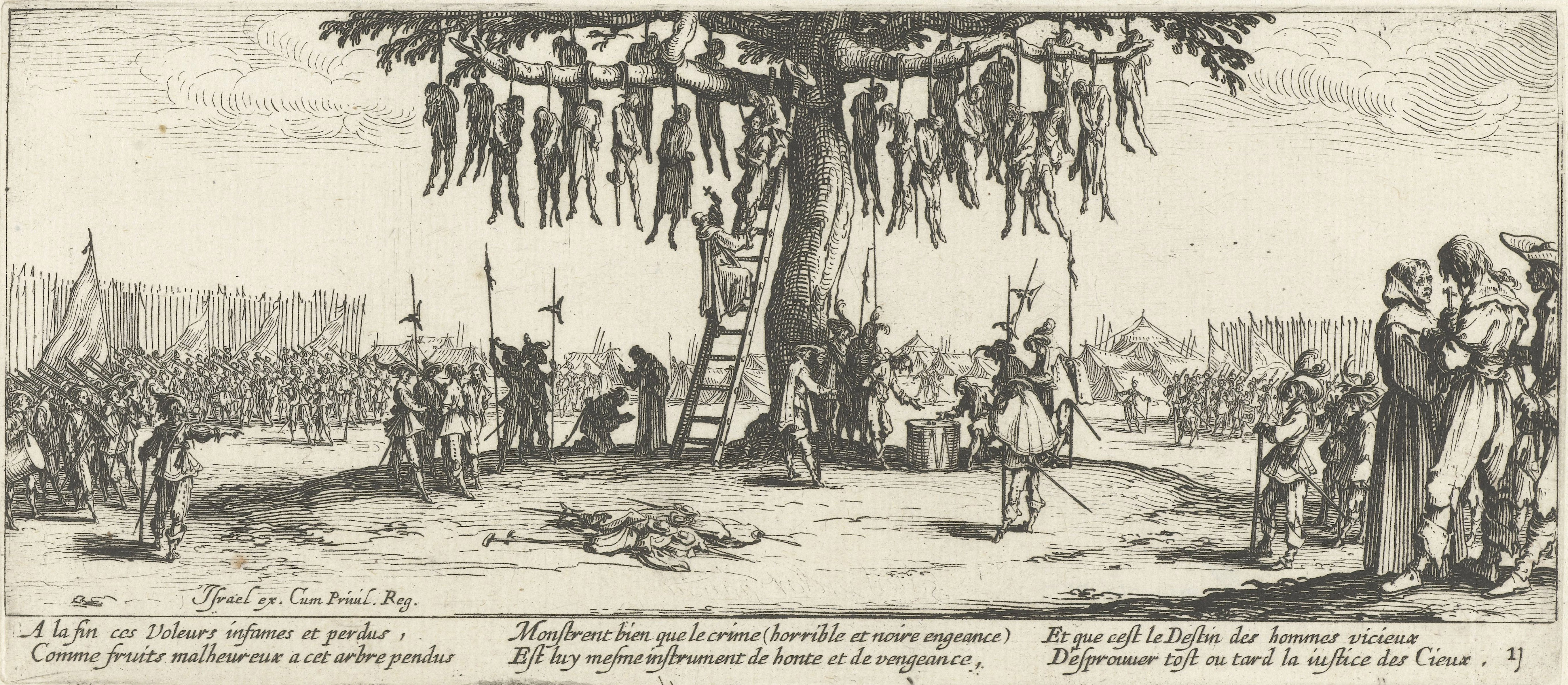
三十年戦争時の虐殺を描いたジャック・カロによる版画『戦争の惨禍』（1632年）

この戦争は、神聖ローマ帝国という枠組みを越えて全ヨーロッパの情勢に多大な影響を与えた。ヴェストファーレン条約（ウェストフェリア条約）によって、ドイツでは帝国等族の領邦高権が認められていくなど、「神聖ローマ帝国」または「ドイツ帝国」は無力化した。また、条約でフランスの優位が規定されてその後のヨーロッパの国際情勢を規定することになったため、ヴェストファーレン体制が形成された。ヨーロッパに新たな国際法のシステムの端緒とされ、勢力均衡の視点が芽生えたといわれる。ただし、近年はヴェストファーレン条約によって近代国際法が開始したというのは19世紀半ばに作られた神話であり、神聖ローマ帝国消滅後の主権国家の併存体制が形成された時代の産物であると指摘されている。
フランスにとってはハプスブルク家の弱体化が目的であり、これはフランスとスウェーデンがドイツの保証国となり、帝国等族の自立の強化によって達成された。そのため、ドイツの国民国家としての統一への道は閉ざされ、ドイツの後進性が決定づけられた。他方、領邦的分裂は文化や教育の普及をもたらした。フランスはこの戦争後もスペインと戦争を1659年まで継続した。
また、この戦争は欧州経済の転機となり、スウェーデンへはオランダから資本が、リエージュから鉱山開発技術が流れこみ、またスウェーデンからオランダへ大量の武器が輸出されるようになった。
ドイツでの経済が1619年から1623年のインフレーションによって没落し、ハンザ同盟の諸都市や、金融取引に巻き込まれた南ドイツの諸都市もおおむね破滅した。
長期間にわたる戦闘や傭兵による略奪でドイツの国土は荒廃し、当時流行していたペスト（黒死病）の影響もあって人口は激減した。戦前の1600万人が戦後は600万人となった。ただし、死亡者のみでなく、移動した数も含まれるし、地域によって被害は異なる。総人口は全般的に増加したともいわれる。戦時中は傭兵を維持する課税で人々は苦しんだ。しかも課税は敵・味方の区別なしに現地で調達され、物資も暴力的に徴発され、傭兵軍による略奪がなされた。また当時は小氷河期（1560年〜1700年)であり、ボーデン湖やライン川も氷結し、凶作をもたらした。さらに、ペスト、コレラ、チフスなどの疫病が蔓延した。農民は略奪から資産を守るために都市へ避難したため、1650年以降都市は成長した。
交戦国間の経済にも多大なマイナス効果を及ぼすことになった。伝統的な封建階級は没落し、代わってユンカー層など新たな階層が勃興する契機となり、領邦各国が絶対王政的な主権国家化した。このような中、求心力を弱めたハプスブルク家に代わりホーエンツォレルン家が台頭、ドイツ民族の政治的重心が北上し、後世のドイツ統一における、小ドイツ主義の萌芽となった。
神聖ローマ帝国は、この後も1806年にフランス帝国皇帝ナポレオン1世によって解体されるまでの間存続した。オーストリア・ハプスブルク家は帝位は保つが、実態としてはドイツ君主ではなくオーストリア大公、後にオーストリア皇帝として18世紀、19世紀を生き延びることとなった。

## 年表
- ボヘミア・プファルツ戦争（1618年 - 1623年）
  - 1618年、ウニオン（プロテスタント）とリーガ（カトリック）、北ドイツで衝突
  - 1619年、プラハ窓外投擲事件
  - 1620年、白山の戦い、ボヘミア軍敗退
  - 1623年、バイエルン公マクシミリアン1世、選帝侯位を獲得
  - 1624年、ハーグ同盟、イングランド、オランダ、フランス、スウェーデン、デンマーク、反ハプスブルクで結束
- デンマーク・ニーダーザクセン戦争（1625年 - 1629年）
  - 1625年、デッサウの戦い（ドイツ語版）、新教軍敗退
  - 1626年、ルッターの戦い、デンマーク軍敗退
  - 1628年、デンマーク、スウェーデンと同盟。ヴォルガストの戦い（英語版）、デンマーク軍敗退
  - 1629年、リューベックの和約
- スウェーデン戦争（1630年 - 1635年）
  - 1630年 - 1631年、マクデブルクの戦い、カトリック軍による略奪
  - 1631年、ベールヴァルデ条約、スウェーデンとフランスが軍事同盟を締結
  - 1631年、ブライテンフェルトの戦い、新教軍の勝利
  - 1632年、レヒ川の戦い、新教軍の勝利。ティリー伯戦死
  - 1632年、リュッツェンの戦い、新教軍の勝利。グスタフ・アドルフ戦死
  - 1633年、プロテスタント諸侯を糾合したハイルブロン同盟を締結
  - 1634年、ヴァレンシュタイン、皇帝派によって暗殺
  - 1634年、第1次ネルトリンゲンの戦い、新教軍敗退
  - 1635年、プラハ条約
- フランス・スウェーデン戦争（1635年 - 1648年）
  - 1635年、スウェーデン、ポンメルンに撤退。フランス参戦
  - 1636年、ヴィットストックの戦い、スウェーデン軍、皇帝軍撃退
  - 1637年、第四次ブレダの戦い（英語版）
  - 1638年、スウェーデン軍、ボヘミアに侵攻、敗退
  - 1638年、ラインフェルデンの戦い（英語版）、ザクセン軍、皇帝軍を撃破
  - 1639年、ケムニッツの戦い（ドイツ語版）
  - 1639年、フランス軍、スウェーデン軍、ブランデンブルク選帝侯軍、エアフルトで合流
  - 1640年、皇帝フェルディナント3世、和平交渉を開始
  - 1642年、ブライテンフェルトの戦い（ドイツ語版）、スウェーデン軍、皇帝軍を撃破
  - 1642年、ロクロワの戦い、フランス軍、スペイン軍を壊滅させる
  - 1644年、フライブルクの戦い、フランス軍、バイエルン軍を撃破
  - 1644年、オスナブリュック、ミュンスターで和平会議始まる
  - 1645年、ヤンカウの戦い、スウェーデン軍、皇帝軍を撃破。プラハに肉薄。第2次ネルトリンゲンの戦い（英語版）、フランス軍、バイエルン軍を撃破
  - 1646年、バイエルン選帝侯、降伏
  - 1648年、ツースマルスハウゼンの戦い、フランス・スウェーデン連合軍、皇帝・バイエルン連合軍に勝利。ランスの戦い、フランス軍、スペイン軍を撃破。スウェーデン軍、プラハを包囲
  - 1648年、ヴェストファーレン条約締結